# Rio Amapá Grande
Rio Amapá Grande är ett vattendrag i Brasilien.   Det ligger i delstaten Amapá, i den norra delen av landet, 2 000 km norr om huvudstaden Brasília.
Trakten runt Rio Amapá Grande består till största delen av jordbruksmark. Trakten runt Rio Amapá Grande är nära nog obefolkad, med mindre än två invånare per kvadratkilometer.